# شبراتنا
شبراتنا إحدى قرى مركز بسيون التابع لمحافظة الغربية بجمهورية مصر العربية.

## التاريخ
قرية قديمة ذكر أميلينو أن اسمها القبطي جبروناتينى حُرف إلى شبراتيني في تاريخ بطارقة الإسكندرية وحرف إلى شبراتنى وبهذا الاسم وردت في قوانين ابن مماتي وتحفة الإرشاد والتحفة السنية. ذكرها علي مبارك في كتابه الخطط التوفيقية باسم «شبرى تينى»، حيث ذكر أنها قرية في مديرية الغربية بقسم كفر الزيات، وأن بها جامع بمنارة وبستان.
أصلها من توابع مركز كفر الزيات ثم نقلت إلى مركز قلين، ثم ضمت في 6 أبريل 1955 إلى مركز بسيون.

## السكان
بلغ عدد سكان شبراتنا 6636 نسمة حسب تقدير عام 2018.
| السنة  | 1882 | 1897 | 1907 | 1927 | 1947 | 1960 | 1976 | 1986 | 1996 | 2006  | 2018 |
| ------ | ---- | ---- | ---- | ---- | ---- | ---- | ---- | ---- | ---- | ----- | ---- |
| القرية | 1423 | 2297 | 2325 | 2457 | 2835 | 3189 | 3549 | 4316 | 5139 | 5,964 | 6636 |

## الأعلام
- عبد السلام باشا الشاذلي سياسي عين محافظ لأسيوط والبحيرة والقاهرة وأول وزير للشئون الاجتماعية ووزير للأوقاف.[15][16]
- سعد الشاذلي (1922 - 2011) قائد عسكري برتبة فريق، شغل منصب رئيس أركان حرب القوات المسلحة المصرية وقت حرب أكتوبر.[17][18][19]